# Gagrellula ferruginea
Gagrellula ferruginea is een hooiwagen uit de familie Sclerosomatidae.